# 延岡駅
延岡駅（のべおかえき）は、宮崎県延岡市幸町三丁目にある、九州旅客鉄道（JR九州）・日本貨物鉄道（JR貨物）日豊本線の駅である。事務管コードは▲920554。
かつては高千穂鉄道高千穂線が乗り入れていたが、2005年（平成17年）に台風の被害により運休となり、復旧することなく2007年（平成19年）に正式に廃止された。

## 歴史
- 1922年（大正11年）
  - 5月1日：鉄道省宮崎本線・南延岡駅 - 延岡駅間延伸にあわせて開業[5][6]。当時は吉松駅から伸びる宮崎本線の終着駅。
  - 10月29日：宮崎本線が日向長井駅まで延伸[5]。
- 1923年（大正12年）12月15日：宮崎本線が日豊本線に改称[5]。
- 1935年（昭和10年）
  - 2月20日：日ノ影線が日向岡元駅まで開通[7]。
  - 11月15日：昭和天皇が陸軍特別大演習参加後に県内を巡幸。宮崎駅 - 当駅、当駅 - 鹿児島駅間でお召し列車が運行[8]。
- 1945年（昭和20年）
  - 6月29日：太平洋戦争下の延岡大空襲により駅本屋と構内が全焼。
  - 8月10日：空襲により五ヶ瀬川橋梁が落橋（8月23日復旧）。
- 1949年（昭和24年）6月6日：昭和天皇の戦後巡幸があり、都農駅発、延岡駅着のお召し列車が運行[9]。
- 1972年（昭和47年）7月22日：日ノ影線が高千穂線に改称[7]。
- 1973年（昭和48年）5月12日：昭和天皇が第24回全国植樹祭出席のために来県。青島駅発、延岡駅着のお召し列車が運行[10]。
- 1982年（昭和57年）3月：自動券売機稼働開始により近距離きっぷの硬券廃止。
- 1986年（昭和61年）11月1日：荷物の取り扱いを廃止[6]。この頃、出札（みどりの窓口）と改札（案内所）が統合された。
- 1987年（昭和62年）4月1日：国鉄分割民営化に伴い、九州旅客鉄道（JR九州）・日本貨物鉄道（JR貨物）の駅となる。旧案内所（改札事務室跡）がJR九州直営うどん店「弁慶」として開業。
- 1989年（平成元年）4月28日：高千穂線の運営がJR九州より高千穂鉄道に転換される[7]。
- 1990年（平成2年）：硬券入場券の発売終了。
- 1996年（平成8年）6月1日：宮崎総合鉄道事業部発足により、大分支社から鹿児島支社に移管。
- 2005年（平成17年）9月6日：台風14号で高千穂線が被災し全線運休。
- 2007年（平成19年）9月6日：高千穂線当駅 - 槇峰駅間が廃止される。
- 2009年（平成21年）6月1日：20フィートコンテナの取り扱いを開始[11]。
- 2012年（平成24年）：駅周辺の再開発事業が策定される[12][13][14][15][16]（※延岡市は2018年（平成30年）8月に、この件に関する意見募集を行った[17][18]）。
- 2015年（平成27年）12月5日：駅舎改修と複合施設の新設工事に伴い、仮駅舎での営業開始。また、バリアフリーに対応したエレベータ付き跨線橋を新設[19]。
- 2017年（平成29年）
  - 8月5日：新駅舎運用開始[20]。
  - 9月17日：台風18号により当駅以北の区間が被災したため、当駅発着列車が臨時ダイヤによる運行となる。特急「にちりん」「にちりんシーガイア」は被災全区間の復旧まで大分駅以北と延岡駅以南だけの折り返し運行を継続[21]。
  - 12月18日：日豊本線が3か月ぶりに全線で運転再開、特急列車の折り返し運転も終了[22]。
- 2018年（平成30年）
  - 4月1日：東西自由通路が供用開始[23]。
  - 4月13日：延岡市駅前複合施設「エンクロス」開館[23]。
- 2019年（平成31年）3月10日：接近メロディーとして『ばんば踊り』の使用を開始[24]。
- 2022年（令和4年）4月1日：宮崎支社の発足により、鹿児島支社から同支社へ移管[25]。

## 駅構造

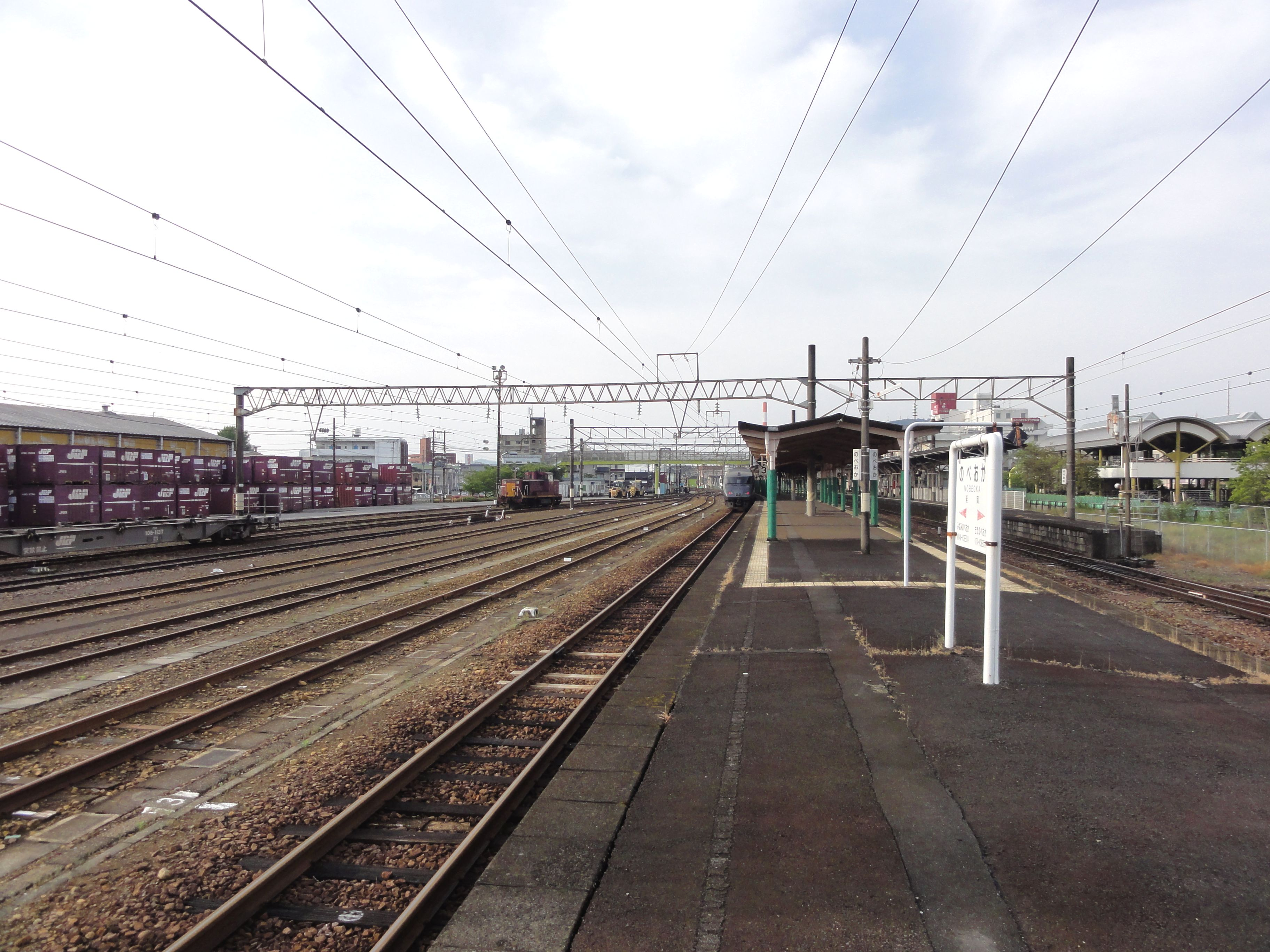
ホーム（JR九州）

単式ホーム1面1線と島式ホーム1面2線の合計2面3線のホームと留置線数本を有する地上駅で、ホーム間はエレベータ付きの跨線橋で結ばれている。2面のホームはいずれもかつて停車していた夜行列車の長大編成に対応したものだったが、駅舎改修工事の際に駅舎直結の1番のりばは北側が大きく削られたほか、現在の定期列車は最長6両編成までということもあり、6両編成に対応した部分の両端に柵が設置され、その先へは立ち入りできない。
鉄筋コンクリート造りの駅本屋は構内の西側にあり、単式ホームに接して設置されている。直営駅で、みどりの窓口と指定席券売機を有する。かつてみどりの窓口は特急列車が出発する時間帯は全て営業していたが2022年3月12日のダイヤ改正で営業時間が短縮された。その救済措置として指定席券売機が設置され、長距離乗車券、特急券の購入やネットきっぷ等の受け取りが可能である。
現在は、出改札担当1人・助役1人の計2人（1日当たり）が宿直勤務に従事する。他に信号担当など日勤の設定もある。
旧制延岡中学校出身の若山牧水が延岡を想って書いた詩が駅舎玄関の大きな柱に書かれており、駅名標のイラストは五ヶ瀬川を渡る鮎が描かれている。

### 駅舎
現駅舎は1965年（昭和40年）に供用開始されたものであるが、延岡駅周辺整備事業（通称「駅まち」）の進捗に伴い、2015年12月5日からいったん仮駅舎へ移行し、耐震化・内装の全面変更など大規模な改修工事を行い、2017年8月5日に再度供用開始した。その後、市民活動スペース、読書空間（TSUTAYA図書館）、カフェ機能等を備えた複合施設「エンクロス」を駅舎前方に建設し、2018年4月13日にオープンした。「エンクロス」はカルチュア・コンビニエンス・クラブ(CCC)が指定管理者となり運営する。
2018年2月、前月の延岡市長選挙で当選した読谷山洋司が「CCCへ支払う委託料（約1億3000万円）が高額であり費用対効果を検証するため」として開業を無期延期することを表明したが、3月19日に市議会予算審査特別委員会において「延期は認めない」とする動議が可決され市長が受け入れたため、4月13日に全面開業した。施設内の総合待合スペースや改修された東西自由通路は当初の予定通り4月1日から供用開始されている。
エンクロスを核とした「延岡駅周辺整備プロジェクト」は2020年の日本建築学会賞の作品賞、同年度のグッドデザイン賞受賞。2022年には日本建設業連合会主催の第63回BCS賞に選ばれた。
仮駅舎移行時に同時に跨線橋も新設され、バリアフリーに対応したエレベータ付きの新跨線橋となった。
列車接近放送（到着メロディー）として郷土芸能『ばんば踊り』が使われている。

### のりば
| のりば | 路線      | 方向 | 行先               | 備考                               |
| ------ | --------- | ---- | ------------------ | ---------------------------------- |
| 1      | ■日豊本線 | 上り | 佐伯・大分方面     | 定期上り列車は全てこのホーム       |
| 1      | ■日豊本線 | 下り | 宮崎・宮崎空港方面 | 特急列車は大半がこのホームから発着 |
| 2・3   | ■日豊本線 | 下り | 宮崎・宮崎空港方面 |                                    |

付記事項
- 高千穂鉄道移管前の高千穂線の列車は1・2番のりばに発着していた。
- 2022年3月現在、九州内で最も早い始発の特急列車が運転されている（5時12分発の特急「ひゅうが」1号）。
- 当駅から佐伯駅へ向かう上り普通列車は朝と夜の2本のみで、青春18きっぷ利用者にとっては難所として知られる。

### 高千穂鉄道（廃止）
JRの駅舎に接する単式ホームの北延岡（西延岡）方にあった切欠きホーム1面1線を使用していた。その南側に接して高千穂鉄道の小さな駅本屋が置かれ、ホームへは駅外部およびJRのホームから駅本屋の改札を通じて出入りするようになっていた。JR駅出口にある高千穂鉄道のりば案内サインは高千穂線廃止後に「高千穂方面バス乗場」と書き換えられ、延岡駅前バスセンターの方向を指している。

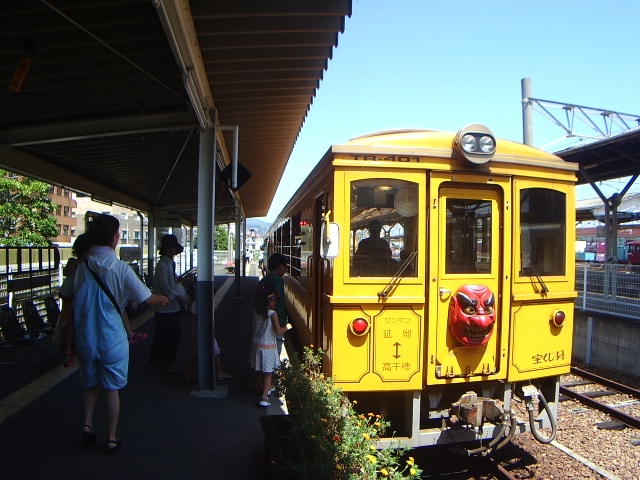
かつての高千穂鉄道ホーム
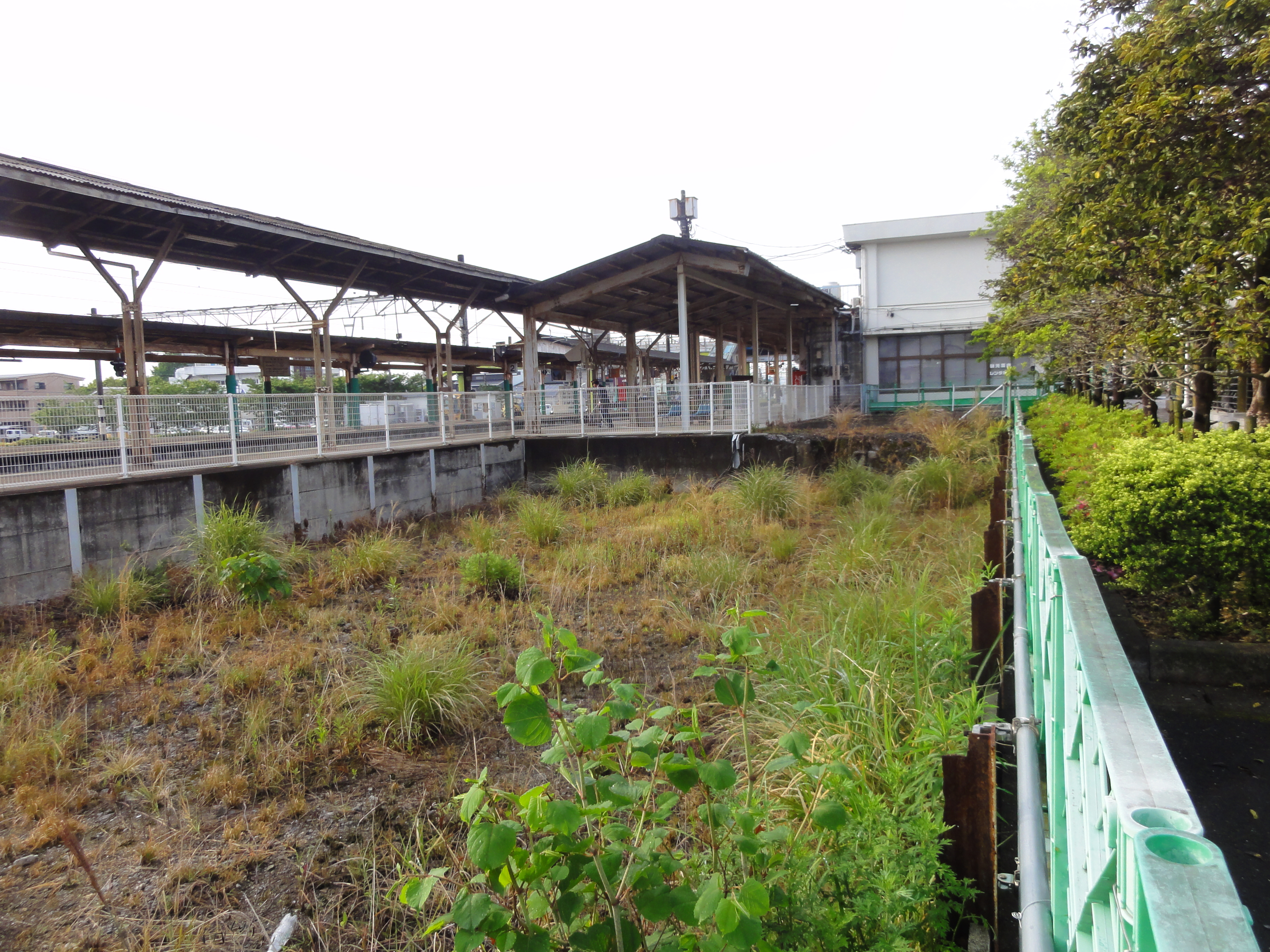
同・跡地（後に駐車場に転用）

## JR貨物

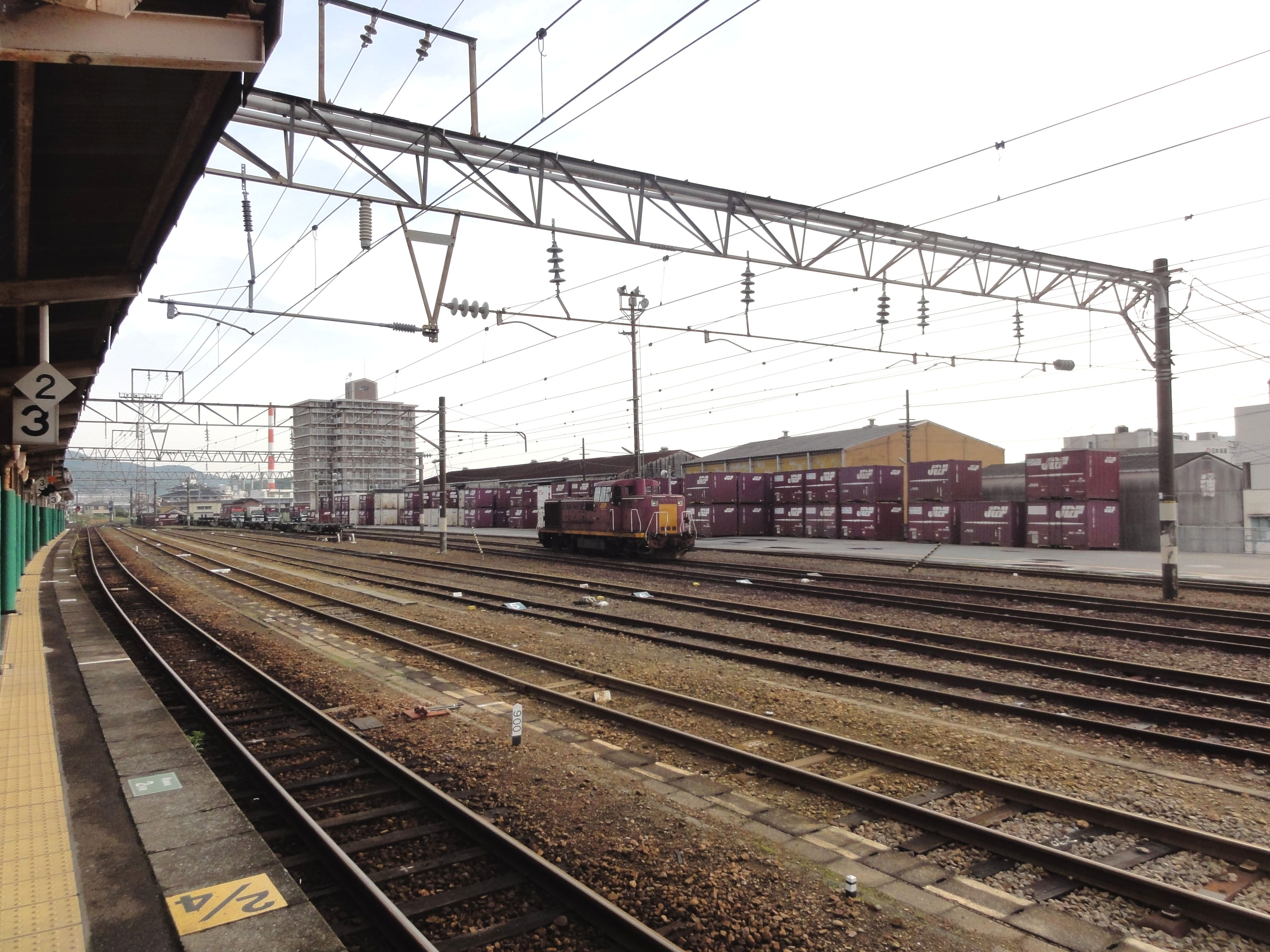
ホーム（JR貨物）

JR九州の旅客駅の東側に位置し、コンテナを取り扱う設備として1面のコンテナホームとホームに接する荷役線1本がある。この荷役線は、駅の着発線とは南延岡駅方面へ伸びる引き上げ線を介して繋がっている。かつては駅北側にある旭化成工場への専用線（レーヨン線・火薬線）があり、専用線においてもコンテナなどを取り扱っていた。
入換作業（入換動車の運転を含む）やコンテナ積み降ろし作業は、JR貨物グループ企業のジェイアール貨物・九州ロジスティクスが行う。

### 取り扱う貨物の種類
- コンテナ貨物 - JR規格の12ftコンテナ、20ft大型コンテナを取り扱う。
- 産業廃棄物・特別産業廃棄物の取扱許可を得ている。

### 貨物列車
2019年3月改正時点では、当駅でコンテナを取り扱うのは以下の列車である。
出発
- 4074列車 北九州貨物ターミナル駅 - （百済貨物ターミナル駅） - 東京貨物ターミナル駅
- 8076列車 北九州貨物ターミナル駅

到着
- 4075列車 北九州貨物ターミナル駅

列車代替のトラック便は、佐土原オフレールステーションとの間に1日2往復が設定されている。

## 利用状況
- JR九州 - 2023年度の1日平均乗車人員は1,067人である[37]。
- 高千穂鉄道 - 2005年度の1日平均乗車人員は331人である。

| 年度   | JR九州           | 高千穂鉄道       |
| 年度   | 1日平均 乗車人員 | 1日平均 乗車人員 |
| ------ | ---------------- | ---------------- |
| 1995年 | 1,565            | 506              |
| 1996年 | 1,550            | 493              |
| 1997年 | 1,530            | 475              |
| 1998年 | 1,437            | 380              |
| 1999年 | 1,437            | 362              |
| 2000年 | 1,456            | 344              |
| 2001年 | 1,452            | 326              |
| 2002年 | 1,425            | 303              |
| 2003年 | 1,403            | 306              |
| 2004年 | 1,377            | 288              |
| 2005年 | 1,390            | 331              |
| 2006年 | 1,404            | -                |
| 2007年 | 1,415            | -                |
| 2008年 | 1,430            | -                |
| 2009年 | 1,367            | -                |
| 2010年 | 1,348            | -                |
| 2011年 | 1,338            | -                |
| 2012年 | 1,336            | -                |
| 2013年 | 1,323            | -                |
| 2014年 | 1,213            | -                |
| 2015年 | 1,198            | -                |
| 2016年 | 1,195            | -                |
| 2017年 | 1,166            | -                |
| 2018年 | 1,226            | -                |
| 2019年 | 1,177            | -                |
| 2020年 | 801              | -                |
| 2021年 | 828              | -                |
| 2022年 | 982              | -                |
| 2023年 | 1,067            | -                |

## 駅周辺
城下町延岡と五ヶ瀬川を挟んで北側の対岸にある岡富村にできた当駅は開業以来、延岡の玄関口として機能し、駅出口のある西側は延岡市街に連絡するのみならず、現在では中心街の北部を構成する。元々の「川中」に対し、「川北」地区と呼ばれている。駅から今山まで数百 mの狭い平地に商業・サービス施設や低層マンション・アパートなどの住宅が混在する状況となっている。
この地は元々今山八幡宮（大師）の門前町として栄えてきた。そのためかいくつか製菓業者が存在するなどの特徴がある。駅近傍にはシティホテル1軒・ビジネスホテルが4軒、酒場を含む飲食店が数軒立地し、旭化成出張客に代表される長距離旅客が多いことをよく反映している。西方約200 mのところには「山下新天街」というアーケード商店街が南北に伸びているが駅からは見えにくい。閉店している店も見かけられる幸町商店街を経て南方約500 m程度進めば五ヶ瀬川を渡る橋が掛かっており、川中地区の歓楽街に接続する。
北方約700m先にはかつて大量の雇用を創出していた旭化成の旧レーヨン工場があり、その周辺はアーケード商店街となっているもののこちらも衰退傾向にある。このレーヨンとベンベルグの両工場に挟まれるように市街が存在しており、それぞれ北・南端のランドマークにもなっており、現在でも地元では単に「レーヨン」で通じるほどである。
東側は新興住宅街「日の出町」が広がる。駅前には定刻になると噴水が舞う憩いの広場が設けてある。また延岡は旭化成陸上部に代表されるように陸上競技が盛んな町であるため、当地出身の選手達の手形や足形などが展示してある。

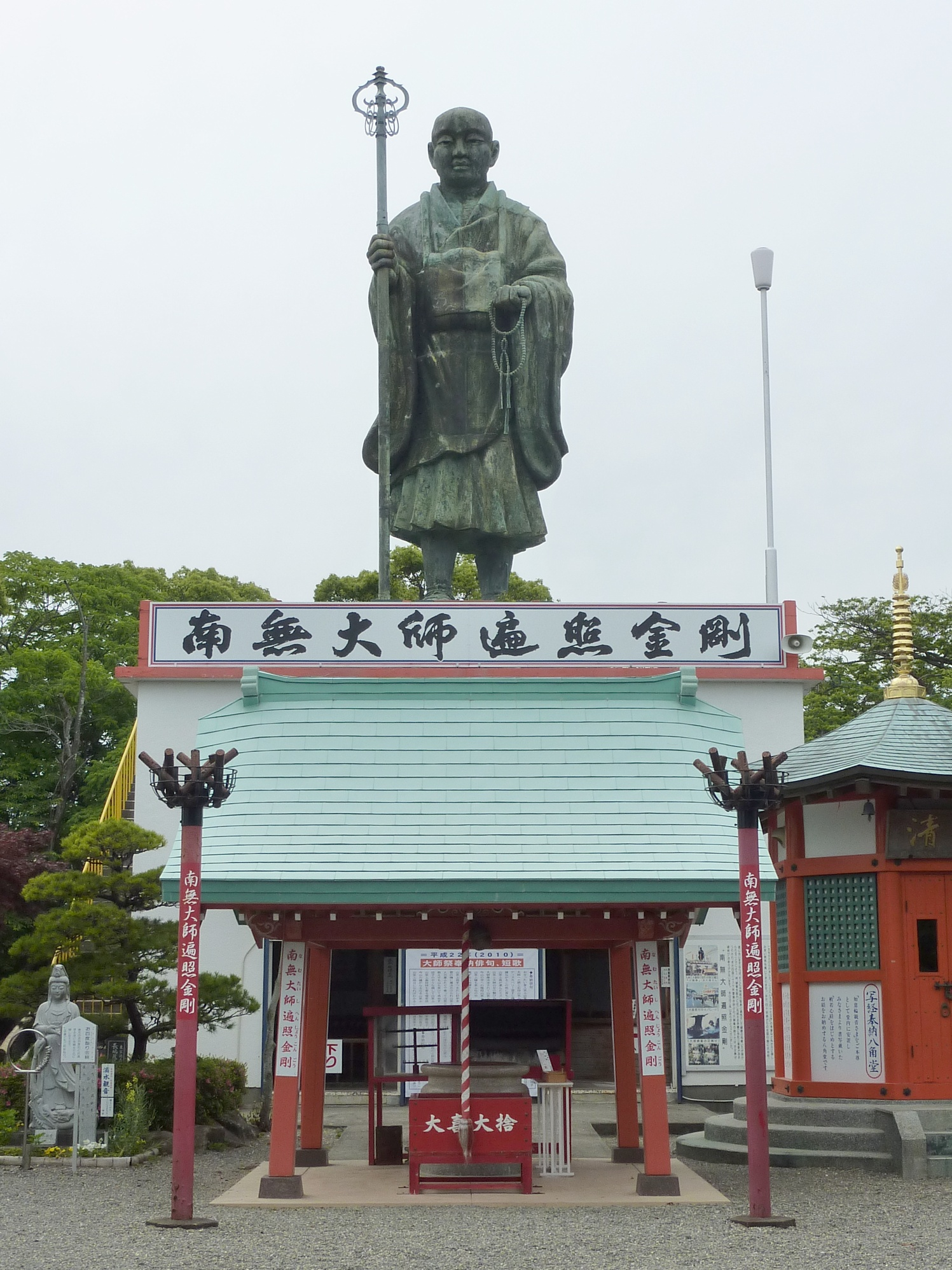
今山大師
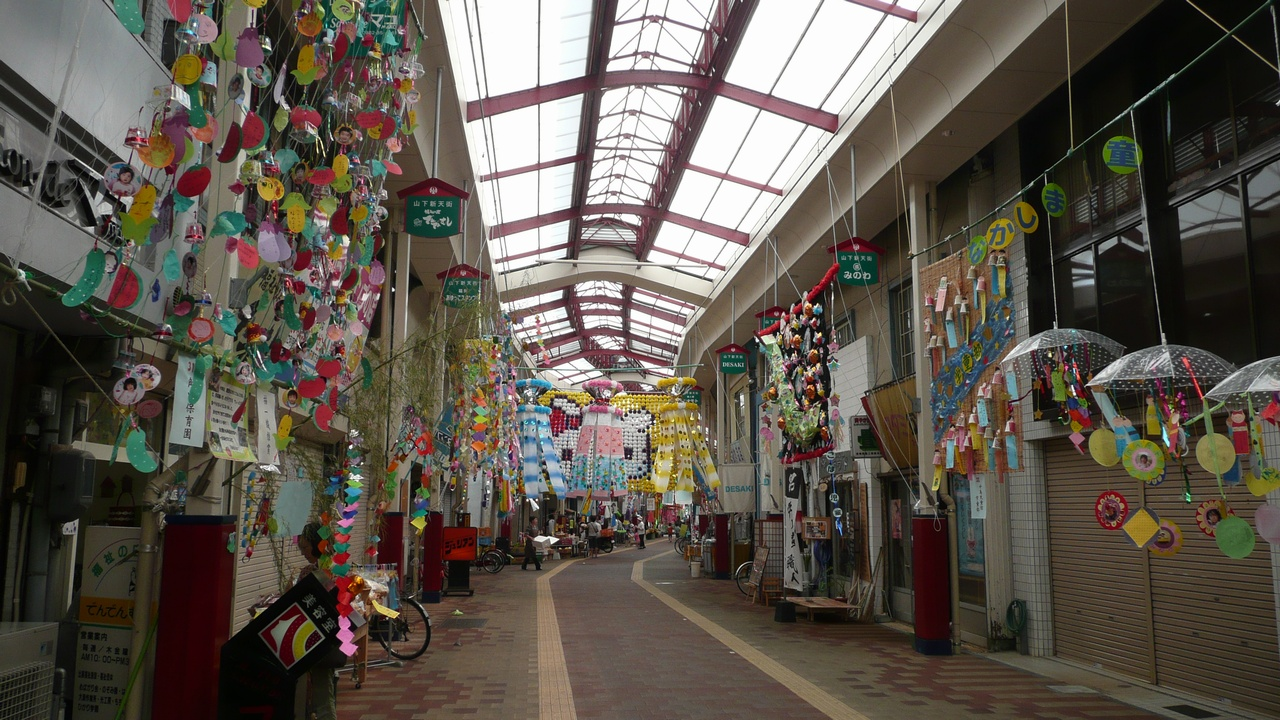
山下新天街
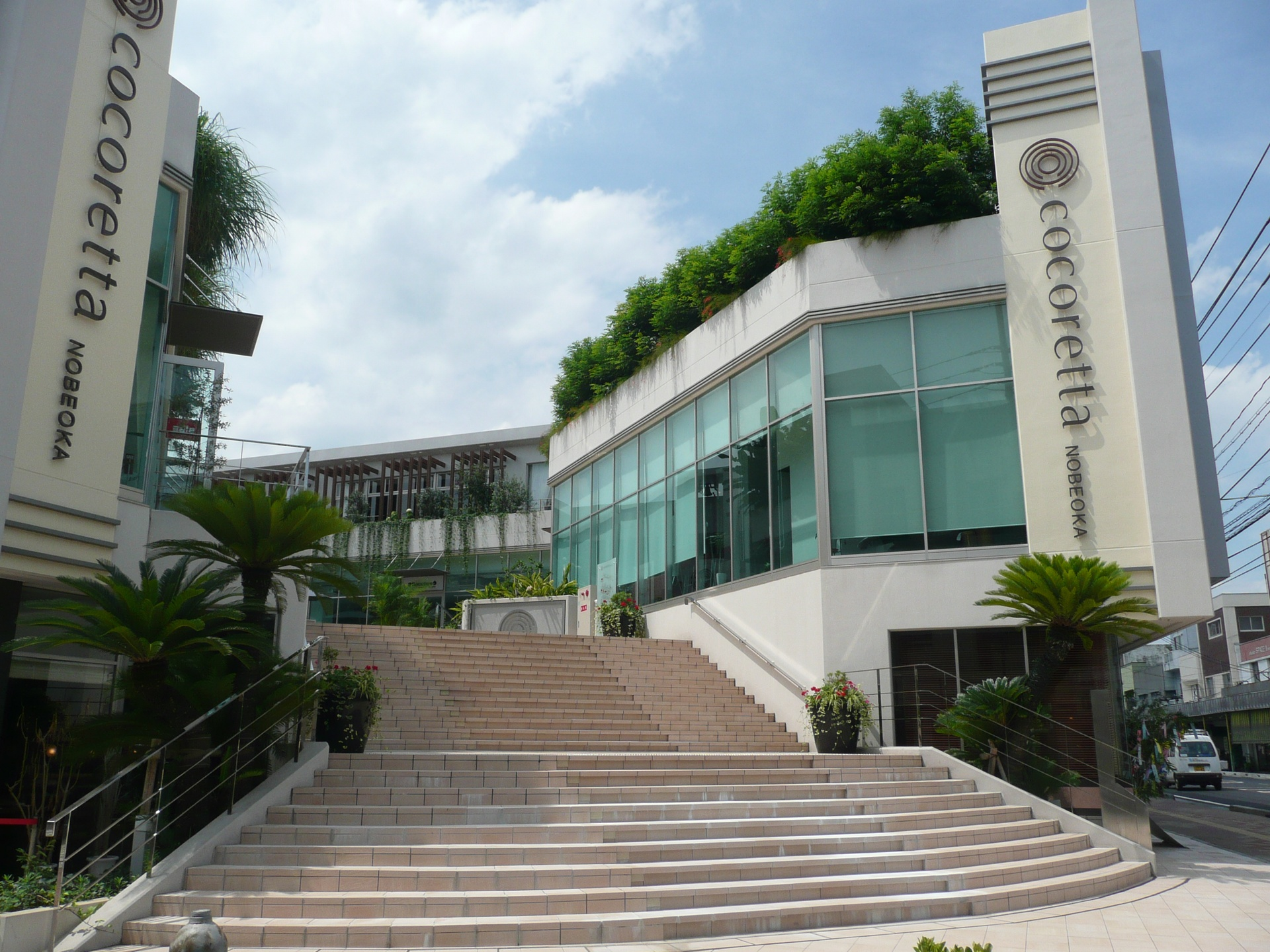
官民共同の再開発「ココレッタ延岡」
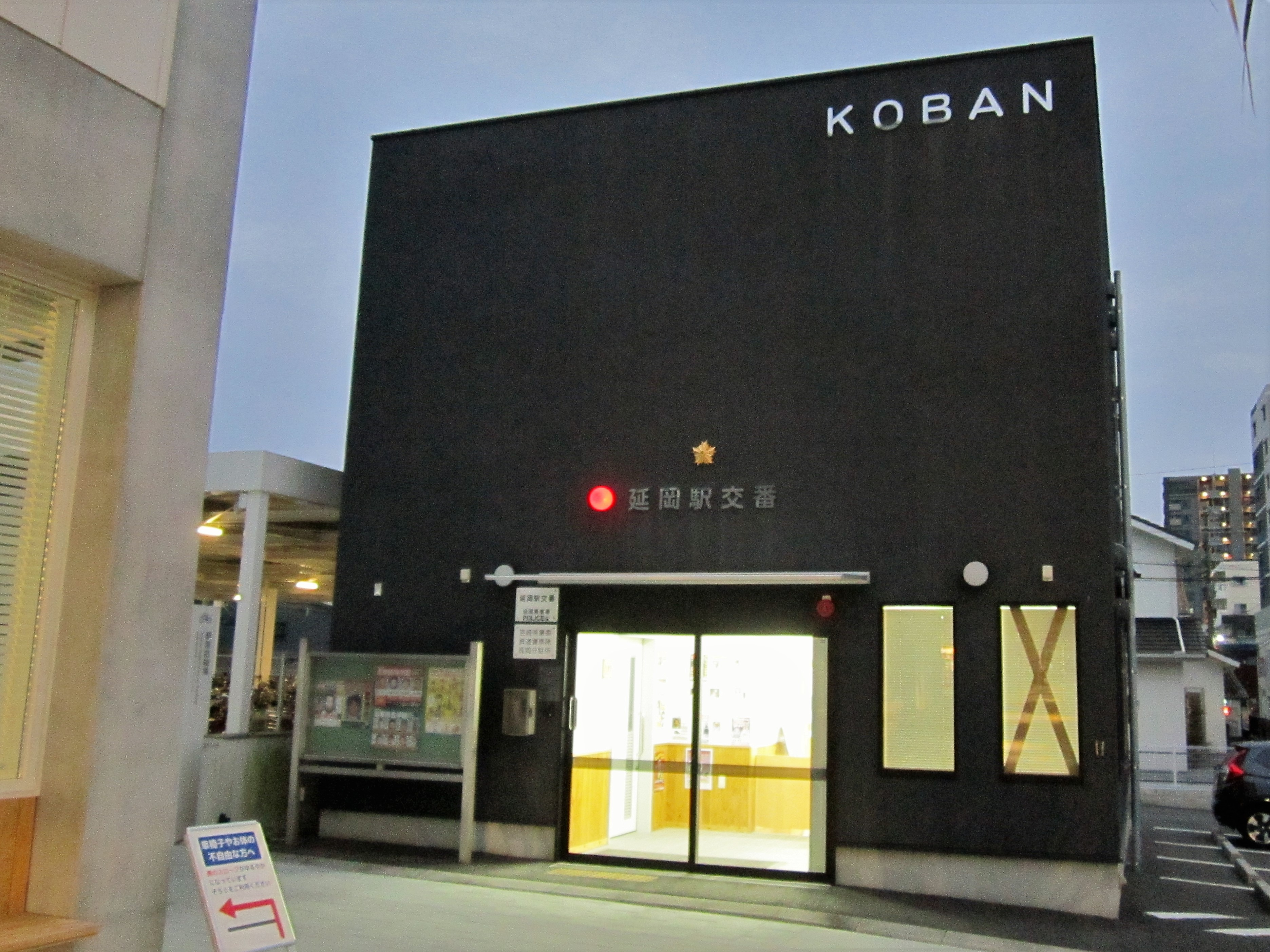
延岡警察署 延岡駅交番
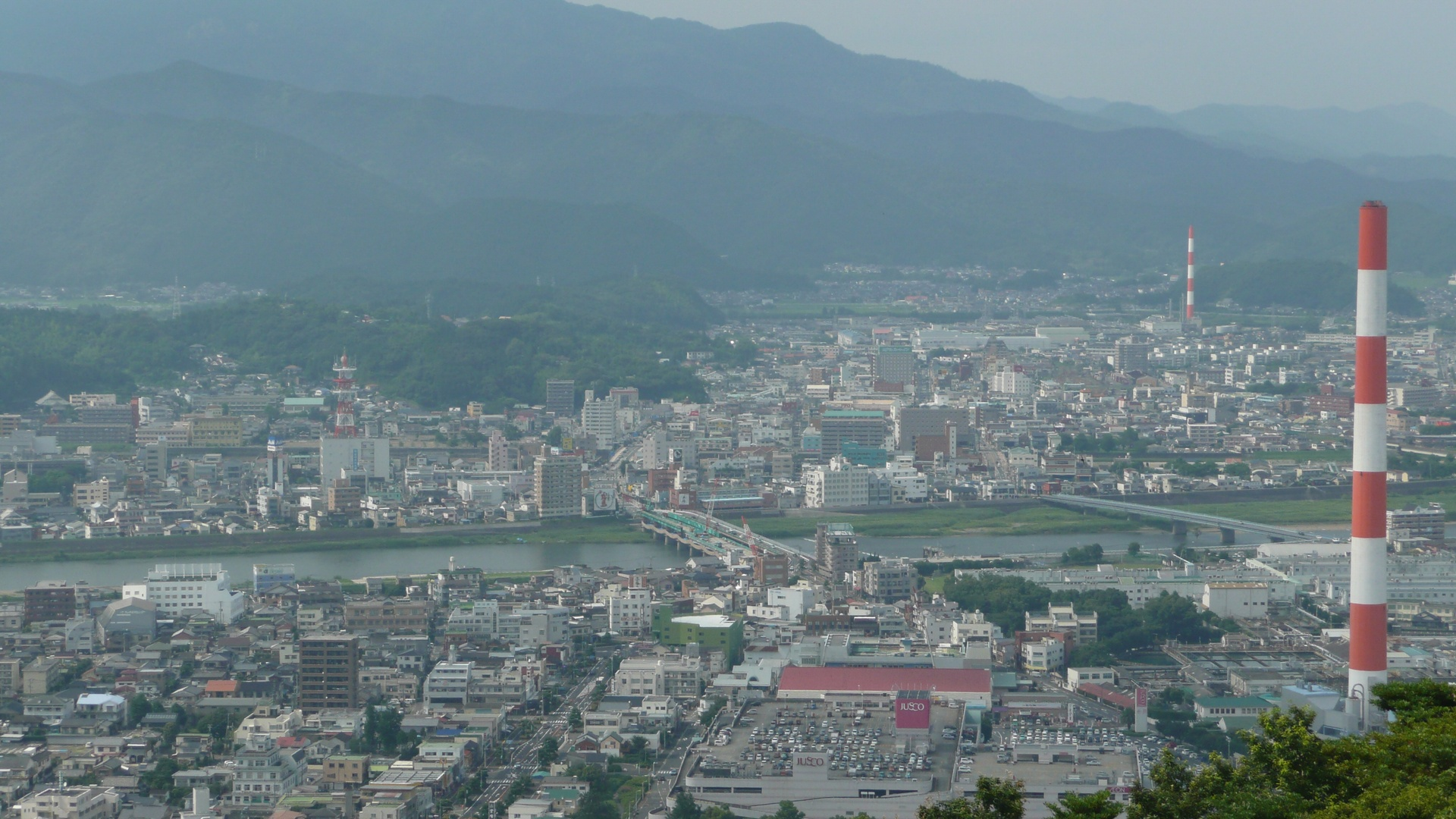
延岡市街全景（手前から川南・川中・川北地区）

### 西側
- 駅前広場
  - 延岡市駅前複合施設「エンクロス」(平成30年4月開館)
  - タクシー乗り場
  - 市内線バスのりば
  - 延岡観光協会（観光案内所併設）
- のべおか観光物産ステーション（土産店）
- 宮崎交通延岡駅前バスセンター
- 延岡信用金庫 駅前支店
- 大分銀行延岡支店
- ビジネスホテルくどう
- ココレッタ延岡
- ビジネスホテル延岡
- シティホテルプラザ延岡
- 延岡グリーンホテル
- アパホテル〈宮崎延岡駅南〉
- 延岡駅前郵便局
- 米屋旅館
- 延岡ライトハウス点字図書館
- 今山八幡宮（今山八幡神社）
  - 今山公園
- 今山大師
- 延岡市立岡富小学校
- 延岡市立旭小学校
- 延岡市立旭中学校
- 延岡共立病院
- 延岡城（城山公園）
- 内藤記念館

### 東側
改札を出て延岡駅バス停前（延岡駅交番左）の跨線橋を渡ると駅東側（日の出町側）へ抜けることができる。
- 日本通運
- 延岡日の出町郵便局
- 国道10号
- 宮崎県農業協同組合（JAみやざき）岡富支店

## バス路線

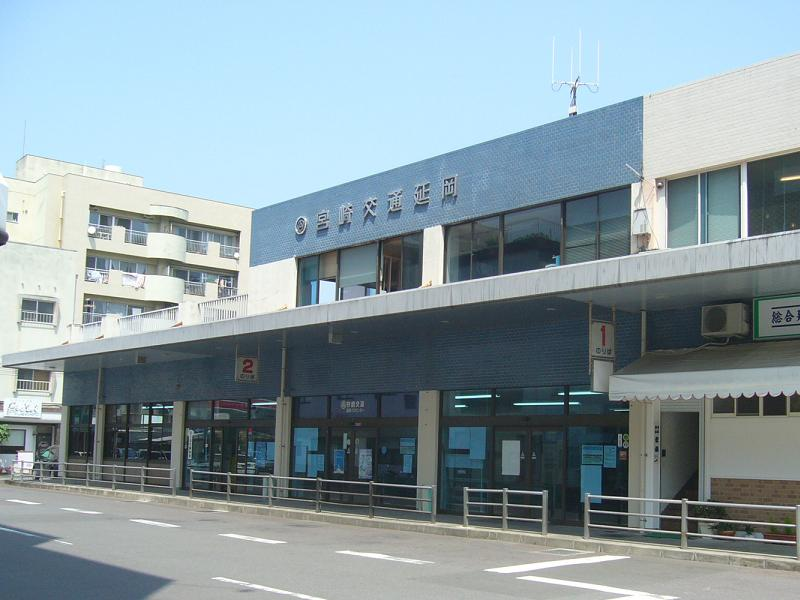
延岡駅前バスセンター

当駅発着の一般路線バスは全て宮崎交通が運行している。
延岡駅周辺整備事業に伴い、2018年4月1日より駅前にバス乗り場が整備され、延岡駅発着・経由の全路線がこのバス乗り場に発着するようになった。延岡 - 高千穂間を除く一般路線バスは市内線・郊外線・まちなか循環バスのいずれもエンクロス前から出発し、高速バス・特急バス・延岡 - 高千穂間のバスはその向かいから出発する。
2018年3月までは、駅舎の横に郊外線や高速バスが発着する延岡駅前バスセンター、駅前広場上に市内線が発着する「延岡駅」バス停があった。1999年（平成11年）に駅前広場が完成した際、市内線は新たに出来た「延岡駅」バス停に発着するようになった。それ以前の市内線は駅前に入らず、徒歩約1分の旧国道10号上にある「延岡駅前」バス停が駅の最寄バス停であった。
延岡駅前バスセンターと延岡駅バス停は統合されず、駅最寄でなくなった延岡駅前バス停も改称されなかったため、延岡駅を名乗るバス停が3つ並存していた。駅前バス乗り場の整備とともに延岡駅前バスセンターは廃止され、同時に延岡駅前バス停も「萩町」に改称されたため、並存状態は解消した。

### 一般路線バス
行き先の読みは行政地名や旧来の読みと異なる場合がある。
- 高千穂
- 行縢山（むかばきやま）
- 九州保健福祉大学
- レーヨン方面
  - 東海（とうみ）・川口
  - 延岡共立病院
  - 今山ニュータウン
  - 桜ヶ丘
  - 祝子川温泉（ほうりがわおんせん）
  - イオン多々良方面
  - 熊田
  - 宮野浦
  - 大武（おおたけ）
- 南延岡方面
  - イオンタウン日向
  - 外浦（とのうら）
  - 南一ヶ岡（みなみひとつがおか）
  - 片田団地（かただだんち）
  - 雷管
  - 南延岡
- 三輪
- 方財（ほうざい）
- まちなか循環バス（内回り・外回り）

### 高速・特急バス
- 熊本行き「たかちほ号」（九州産交バスとの共同運行）
- 福岡行き「ごかせ号」（西日本鉄道との共同運行）

## 隣の駅
九州旅客鉄道（JR九州）
■日豊本線
- 特急「にちりん」「にちりんシーガイア」停車駅、「ひゅうが」発着駅

北延岡駅 - 延岡駅 - 南延岡駅

### かつて存在した路線
高千穂鉄道
■高千穂線
延岡駅 - 西延岡駅